# Hoogerhorst
Boerderij Hoogerhorst, ook wel Hogerhorst genoemd, is een boerderij aan de Hoogerhorsterweg 1 in Hoogland in de gemeente Amersfoort. In de 12e eeuw stond op deze locatie een versterkt huis, Huis Hoogerhorst, dat in 1528 is verwoest. In 1621 werd een boerderij gebouwd, waarna in 1699 de huidige boerderij werd gebouwd. De boerderij is sinds 1973 een rijksmonument en de ondergrondse resten van het huis vormen een archeologisch monument.

## Geschiedenis
Hoogerhorst, wat "hoge, begroeide grond" betekent, ligt op een natuurlijke verhoging in een veenlandschap, in een bocht van de rivier de Eem. Vanwege zijn strategische ligging werd hier in 1157 een versterkt huis gebouwd door de bisschop van Utrecht. Over dit huis is weinig bekend, behalve dat het in 1528 is verwoest. In 1621 werd de eerste boerderij Hoogerhorst gebouwd, die onder ander dienstdeed als schuilkerk. De huidige boerderij werd in 1699 gebouwd. De boerderij had een koetshuis en het terrein was omringd door een gracht. De gracht werd in 1840 gedempt. In de 19e eeuw is de boerderij verbouwd.

## Beschrijving
Het betreft een gepleisterde hoeve met woonhuis en stal. Het heeft een rieten wolfsdak, sierankers in de voorgevel, en zesruits schuifvensters met luiken.

## Monument
De boerderij is sinds 10 juli 1973 een rijksmonument. Het terrein vormt verder een archeologisch monument. In 1992 werd de boerderij gekozen tot "Boerderij van het Jaar" door de Boerderij Stichting Utrecht. In 2015 werd op de boerderij een show opgevoerd van Theater Terra Incognita.